# Marie Skłodowska-Curie
Marie (Maria Salomea) Skłodowska-Curie [marí skuódóuska kirí], poljsko-francoska fizičarka in kemičarka, * 7. november 1867, Varšava, Poljska, † 4. julij 1934, Sallanches, Francija.
Marie Curie je bila poljska in naturalizirani francoska fizičarka in kemičarka, ki je izvajala pionirske raziskave na področju radioaktivnosti. Bila je prva ženska, ki je prejela Nobelovo nagrado, prva oseba, ki je Nobelovo nagrado prejela dvakrat, in edina oseba, ki je prejela Nobelovo nagrado na dveh različnih znanstvenih področjih. Njen mož Pierre Curie je bil soprejemnik njene prve Nobelove nagrade, s čimer sta postala prvi zakonski par, ki je prejel Nobelovo nagrado in začel zapuščino petih Nobelovih nagrad v družini Curie. Leta 1906 je bila prva ženska, ki je postala profesorica na Univerzi v Parizu.

## Življenje in delo

### Zgodnja leta
Maria Skłodowska se je rodila v Varšavi, v Kongresni Poljski v Ruskem cesarstvu, 7. novembra 1867. Bila je peti in najmlajši otrok znanih učiteljev Bronisławe, rojene Boguska, in Władysława Skłodowskega.  Marijini starejši bratje in sestre (ki so jo klicali Mania) so bili: Zofia (rojena 1862, vzdevek Zosia), Józef (rojen 1863, vzdevek Józio), Bronisława (rojena 1865, vzdevek Bronia) in Helena (rojena 1866, vzdevek Hela).
Tako po očetovi kot po materini strani je družina izgubila svoje premoženje zaradi domoljubja in političnih prepričanj, ter sodelovanja v poljskih narodnih vstajah, katerih cilj je bil obnova neodvisnost Poljske (zadnja je bila januarska vstaja 1863–65). To je naslednjo generacijo, vključno z Mario in njenimi starejšimi brati in sestrami, prisililo v nenehen boj za preživetje in uspeh. Kljub temu je Marijin dedek po očetovi strani, Józef Skłodowski, ohranil pomembno vlogo v družbi kot ravnatelj osnovne šole v Lublinu in je vplival na bodoče generacije kot je Bolesław Prus, ki je postal vodilna osebnost v poljski književnosti.
Oče Marie Curie, Władysław Skłodowski, je bil učitelj matematike in fizike, predmetov, ki jih je pozneje študirala tudi Maria, Poleg tega je bil ravnatelj dveh varšavskih gimnazij (srednjih šol) za dečke. Ko so ruske oblasti odpravile laboratorijski pouk na poljskih šolah, je velik del laboratorijske opreme prinesel domov in svoje otroke poučeval o njeni uporabi. Zaradi svojih propoljskih čustev so ga ruski nadzorniki sčasoma odpustili in prisilili, da je sprejel slabše plačano delo. Družina je izgubila denar zaradi slabe naložbe in se na koncu odločila, da bo svoj dohodek dopolnila z namestitvijo fantov v hiši. Marijina mati Bronisława  je vodila prestižno varšavsko internatsko šolo za dekleta, vendar je odstopila s položaja po Marijinem rojstvu. Umrla je za tuberkulozo maja 1878, ko je bila Maria stara deset let. Manj kot tri leta prej je Mariina najstarejša sestra Zofia umrla za tifusom, ki ga je dobila od enega od stanovalcev internata. Marijin oče je bil ateist, mati pa verna katoličanka. Smrt matere in sestre je povzročila, da se je odpovedala katolištvu in postala agnostik.
Ko je bila stara deset let, je Maria začela obiskovati internat J. Sikorske. Nato je obiskovala dekliško gimnazijo, ki jo je 12. junija 1883 zaključila z zlato medaljo. Po tem, ko je doživela živčni zlom, verjetno zaradi depresije, je naslednje leto preživela na podeželju pri očetovih sorodnikih, naslednje leto pa pri očetu v Varšavi, kjer je nekaj poučevala. Ker se kot ženska ni mogla vpisati na redno visokošolsko ustanovo, sta se s sestro Bronisławo vključili v tajno Letečo univerzo (včasih prevedeno kot Plavajoča univerza), poljsko domoljubno visokošolsko ustanovo, ki je sprejemala tudi študentke.
Maria se je s svojo sestro Bronisławo sklenila dogovor, da ji bo finančno pomagala med njenim študijem medicine v Parizu, v zameno pa ji bo Bronisława pomagala dve leti pozneje. Zaradi tega je Maria najprej sprejela delo kot domača učiteljica v Varšavi, nato pa dve leti delala kot guvernanta v Szczukiju pri premožni družini Żorawski, ki so bili sorodniki njenega očeta. Med delom pri slednji družini se je zaljubila v njihovega sina Kazimierza Żorawskega, bodočega uglednega matematika. Njegovi starši so nasprotovali ideji, da bi se poročil s sorodnico brez premoženja, in Kazimierz jim ni mogel nasprotovati. Marijina izguba razmerja z Żorawskim je bila tragična za oba. Kmalu je doktoriral in nadaljeval akademsko kariero kot matematik, postal profesor in rektor Univerze v Krakovu. Kljub temu je kot star mož in profesor matematike na Varšavski politehniki premišljeval pred kipom Marije Skłodowske, ki so ga postavili leta 1935 pred Inštitutom za radij, ki ga je ustanovila leta 1932.
V začetku leta 1890 je Bronisława, ki se je nekaj mesecev prej poročila z Kazimierzom Dłuskim, poljskim zdravnikom ter socialno-političnim aktivistom, povabila Mario, da se jima pridruži v Parizu. Maria je to zavrnila, ker si ni mogla privoščiti univerzitetne šolnine; potrebovala bi leto in pol, da bi zbrala potrebna sredstva. Pomagal ji je oče, ki je dobil donosnejšo službo. Ves ta čas se je izobraževala, brala knjige, si dopisovala in se učila z zasebnimi učitelji. V začetku leta 1889 se je vrnila domov k očetu v Varšavo. Nadaljevala je z delom kot guvernanta in tam ostala do konca leta 1891. Poučevala je, študirala na Leteči univerzi in začela s praktičnim znanstvenim usposabljanjem (1890–1891) v kemijskem laboratoriju v Muzeju za industrijo in kmetijstvo v Krakowskie Przedmieście 66, blizu starega mestnega jedra Varšave. Laboratorij je vodil njen bratranec Józef Boguski, ki je bil asistent ruskega kemika Dmitrija Mendelejeva vSankt Peterburgu.

### Življenje v Parizu
V Pariz se je preselila konec leta 1891, kjer je na Sorbonni študirala kemijo in fiziko, ter postala prva ženska, ki je tam poučevala. Na Sorbonni je srečala svojega bodočega moža Pierra Curieja, s katerim sta skupaj proučevala radioaktivne snovi in leta 1898 odkrila, da uranova ruda (uranova svetlica) vsebuje neznano snov, ki je bolj radioaktivna od urana, pridobljenega iz nje. Do leta 1898 sta našla edino možno logično razlago za njuno opažanje. Uranova svetlica mora vsebovati neko neznano sestavino in tako je 26. decembra napovedala obstoj nove snovi. Leta 1902 sta po dolgem neprestanem delu in še posebej pri prečiščevanju radijevega klorida odkrila dva nova kemijska elementa; prvega sta po Mariejini rodni Poljski poimenovala polonij, drugega pa zaradi njegove močne radioaktivnosti radij. Za to odkritje in za nadaljnje preučevanje radija je leta 1911 prejela Nobelovo nagrado za kemijo. Curiejeva je poleg Paulinga edina, ki je prejela Nobelovo nagrado za dve različni znanstveni področji. Tudi Bardeen je na primer prejel nagrado dvakrat, vendar obakrat za fiziko.
Od leta 1900 do 1908 je bila Curiejeva profesorica na dekliški normalki v Sevresu. Leta 1903 so jo kot doktorico znanosti pripustili na znanstveno fakulteto v  Parizu, kjer je pozneje postala voditeljica vseh del na institutu, ki ga je vodil njen mož. Po njegovi smrti je zasedla njegovo mesto. Predavala je o radioaktivnosti in sorodnih vedah, pozneje pa je veliko dela opravila v svojem laboratoriju, kjer je izdelala študije o radioaktivnih organizmih. Poleg znanstvenega dela je vzgajala tudi svoji hčerki, Ireno in Evo. Med 1. svetovno vojno je organizirala 20 mobilnih sanitetnih avtomobilov z radioaktivnimi preparati, ki so jih zdravniki uporabljali za pomoč ranjenim vojakom na fronti. Obiskovala je lazarete, delila nasvete, postavljala aparate in poučevala strežno osebje. Večkrat je tudi sama preiskovala ranjence. Uredila je posebno službo za strežno osebje in teoretično ter praktično izobrazila mnogo bolničarjev, ki so pomagali zdravnikom na bojiščih. To šolanje je delovalo kot podružnica radiološkega instituta v Parizu. Po vojni so radiološki institut v Parizu popolnoma modernizirali in je deloval skupaj z laboratorijem za biologijo v tesni povezavi s Pasteurjevim zavodom.  
Po moževi smrti je imela afero s fizikom Paulom Langevinom, ki je bil poročen. 
Njeno znanstveno delo z radioaktivnimi elementi pa ji je uničilo zdravje, tako da je zbolela za levkemijo in leta 1934 v bližini francoskega kraja Sallanches tudi umrla in tako ni dočakala Nobelove nagrade svoje hčerke Irène Joliot-Curie, ki jo je ta prejela leto kasneje.

## Priznanja

### Poimenovanja
Po njej se imenuje asteroid 7000 Curie, ki ga je odkril Rigaux 6. novembra 1939 na Belgijskem kraljevem observatoriju v Uccleu.
Po njej se imenuje tudi najprestižnejši raziskovalno-izobraževalni program Evropske unije za doktorski in podoktorski študij - Ukrepi Marie Skłodowska-Curie, ki je del večletnih evropskih okvirnih programov za raziskovanje in inovacije.